# 大井川鉄道DB1形ディーゼル機関車
大井川鉄道DB1形ディーゼル機関車（おおいがわてつどうDB1がたディーゼルきかんしゃ）は、大井川鉄道（現・大井川鐵道）が井川線向けに導入した機械式ディーゼル機関車。

## 概説

### 専用鉄道時代
井川線が大井川電力（当時）の専用鉄道であった時代に、市代（現・アプトいちしろ） - 千頭 - 崎平間の運材輸送を行なうために、当初はガソリンエンジンを搭載した機関車として製造された。
その設計はプリマス製産業用内燃機関車を範とする、当時の加藤製作所製産業用機関車の標準設計に従うもので、ボルトで組み立てられた鋳鋼製の台枠を特徴とする。
大井川電力専用線を762 mmから1,067 mmに改軌した1936年（昭和11年）にDB1 - 6の6両が製造され、同年10月に落成。さらに1938年（昭和13年）にはDB7が製造され、同年3月に落成。7両ともエンジンは米国ブダ社製ガソリンエンジン (64 PS) を搭載し、機械式変速機とチェーンによる2軸駆動であった。連結器はピン・リンク式連結器（朝顔型連結器）を装備していた。
日本が戦時体制に入った1940年（昭和15年）には、全車両が代用燃料化されたが、この時には代用燃料装置を搭載した台車を別に連結して対処した。第二次世界大戦が終わった後もしばらくは代用燃料での運行が続いたが、1950年（昭和25年）ごろにはガソリンの供給が安定したことから、代用燃料の使用を終了している。また、1953年（昭和28年）には全車両のエンジンを三菱重工業製DB5Lディーゼルエンジン (85 PS / 1,200 rpm) に換装している。
専用鉄道が井川駅まで延長された翌年の1955年（昭和30年）10月にはDB8・9の2両が増備されたが、これは新造機ではなく、中部電力東上田発電所の建設に使用されていたものであった。この2両はエンジンが当初よりディーゼルエンジンで、日野DA55 (85 PS) が搭載されており、連結器も通常の並形自動連結器であったが、他の7両も含めた井川線の全車両が、同年12月に小型の自動連結器に交換された。

### 旅客列車での運用
1959年（昭和34年）に井川線が専用鉄道から地方鉄道に転換されると、主に旅客列車の牽引に使用されるようになり、客車への通電用ジャンパ連結器も装備した。当時の井川線旅客列車の所要時間は全線で2時間前後であり、本来は入換・工事用の機関車である本形式での運用は無理があったというが、千頭駅・井川駅の両駅構内に転車台を設置し、長時間の逆機を解消するなどの対策が行われていたという。多客時には本線で重連運転を行うこともあった。
1962年（昭和37年）2月28日付でDB6が、1969年（昭和44年）10月31日付でDB4がそれぞれ廃車となった。両機が中部電力の高根水力発電所建設現場に転出したことで、7両体制となったが、1982年（昭和57年）にDD20形が登場すると、旅客列車の牽引もDD20形で行うことになり、同年5月12日付でDB1・2が廃車となった。1984年（昭和59年）1月5日付でDB3・5・7の3両も廃車となり、後から転入してきたDB8・9だけが残った。
2007年（平成19年）10月時点では、地方鉄道の車籍を有する機関車で最後となる機械式ディーゼル機関車であり、イベント時に千頭 - 川根両国間などで客車を牽引することがあった。しかし、井川線で2009年（平成21年）3月29日より自動列車停止装置 (ATS) が使用開始されることにより、ATSの取り付けが車体構造上不可能な同機は、本線運用ができなくなることから、同年3月28日に行われたさよなら運転をもって本線運用を終了した。

### 本線運用終了後

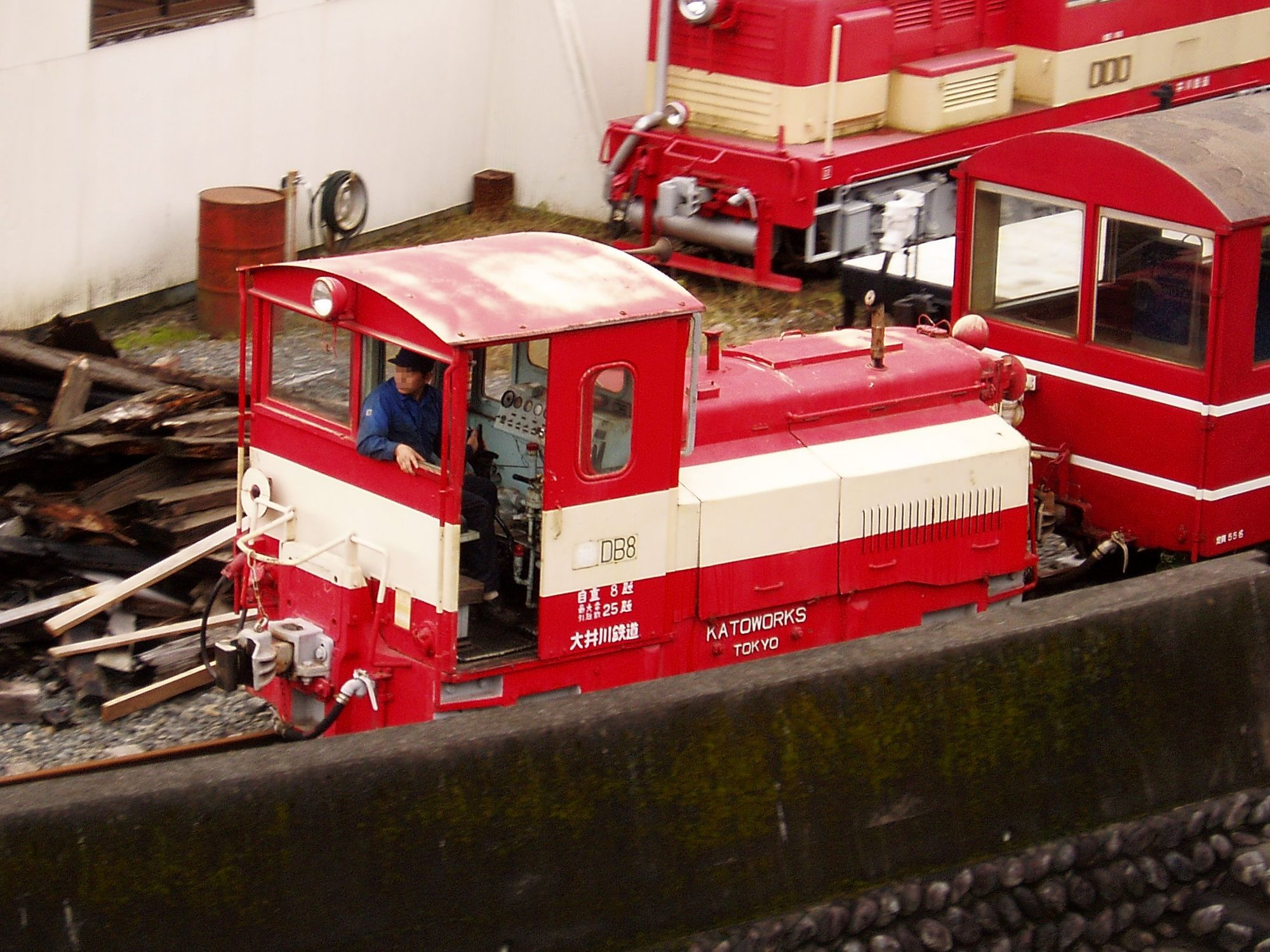
両国車両区での入換に使用されるDB8

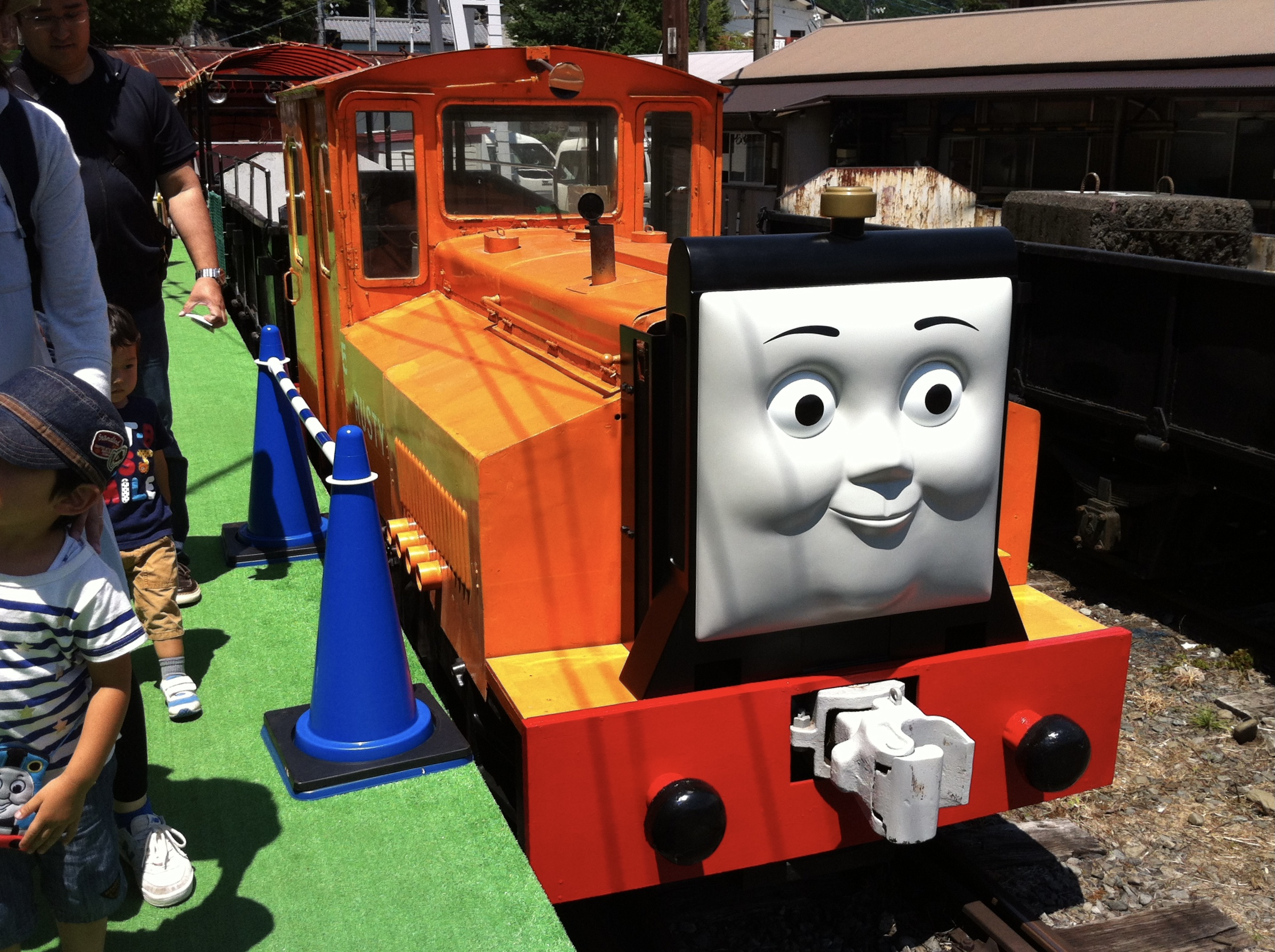
ラスティー風に改造されたDB9

2009年（平成21年）3月29日に本線運用を離脱してからは、両国車両区での入換動車として使用されている。なお、車籍は同年3月31日付で抹消された。
2014年（平成26年）夏に大井川本線で蒸気機関車C11 227による「きかんしゃトーマス号」が運行を開始することに伴い、千頭駅構内でトーマスフェアー（7月12日 - 9月28日のトーマス号運行日）が催されることになり、DB9もトーマスの仲間ラスティーの姿に改装され展示された。2015年（平成27年）には川根両国駅にてラスティーが展示されている。
2016年（平成28年）からは、トーマス号かジェームス号の運行日に千頭駅構内で、「ラスティーの遊覧貨車」として同駅構内を遊覧している。
2019年（平成31年）3月のSLフェスタでは、DB8がきれいに塗装された姿がお披露目された。